# Chrysoscota auranticeps
Chrysoscota auranticeps är en fjärilsart som beskrevs av George Francis Hampson 1900. Chrysoscota auranticeps ingår i släktet Chrysoscota och familjen björnspinnare. Inga underarter finns listade i Catalogue of Life.